# 阿克蘇河 (楚河支流)
43°20′17″N 73°58′12″E / 43.33806°N 73.97000°E

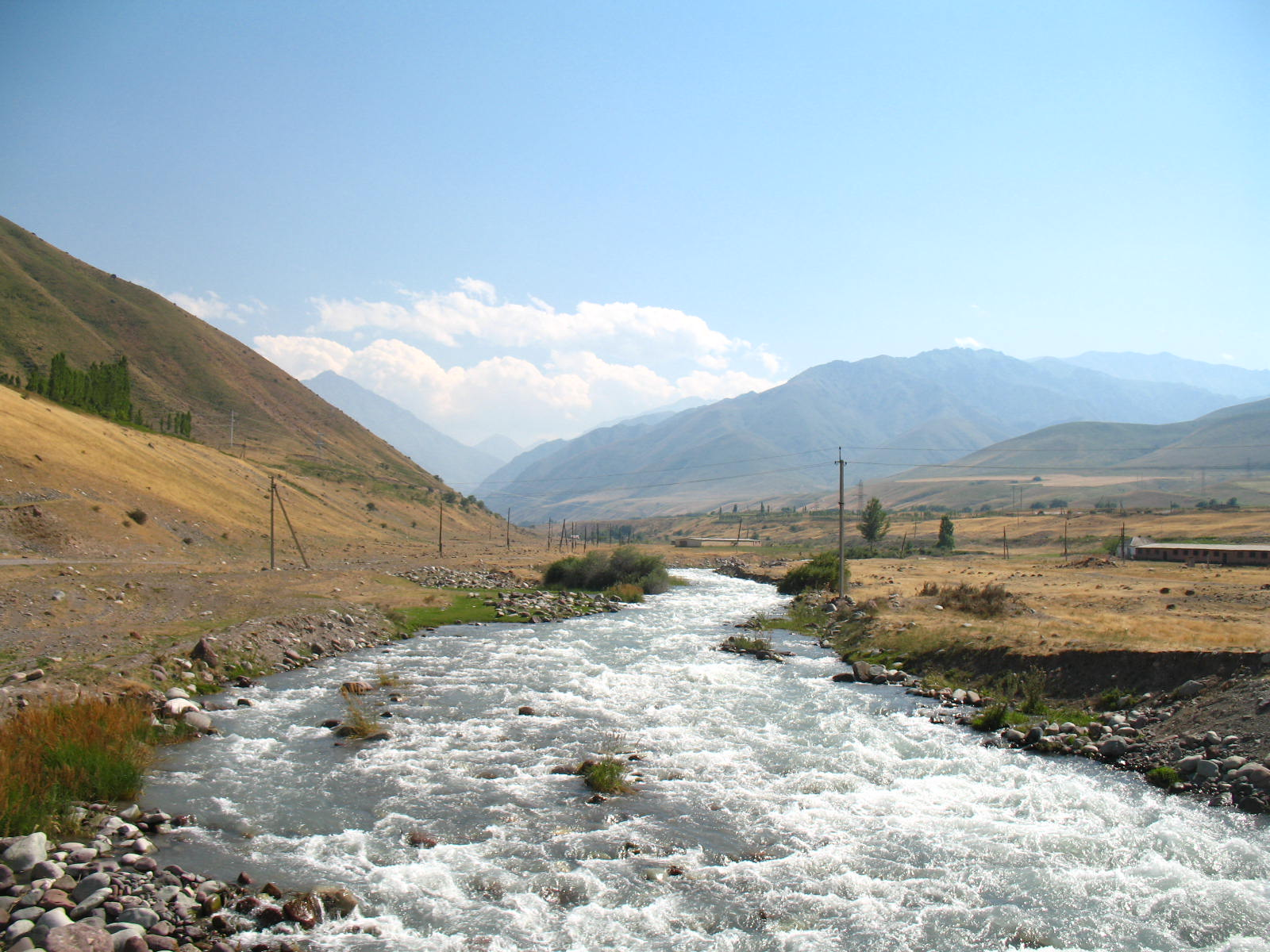

阿克蘇河是中亞的河流，流經哈薩克斯坦江布爾州和吉爾吉斯斯坦楚河州，屬於楚河的左支流，河道全長155公里，流域面積483平方公里。

## 外部連結
- https://web.archive.org/web/20140714154348/
- http://bizdin.kg/elib/kitepter/pdf/geogr_ensclp.pdf （页面存档备份，存于）
- Чу (река) （页面存档备份，存于）, Great Soviet Encyclopedia